# 王绩 (辽朝)
王绩（？—1087年），辽朝（契丹）政治人物，辽道宗时南府宰相。
大康六年（1080年）六月戊申，以度支使王绩任参知政事，十月癸酉，王绩为同知枢密院事。大康八年（1082年）六月丁巳，为汉人行宫都部署。大康九年（1083年）闰六月己丑，任南院枢密副使。大安元年（1085年）正月癸卯，王绩知南院枢密使事。六月壬申，王绩拜南府宰相。大安三年（1087年）四月甲辰，南府宰相王绩薨。